# Greenville (Delaware)
Greenville és una concentració de població designada pel cens dels Estats Units a l'estat de Delaware. Segons el cens del 2000 tenia 2.332 habitants.

## Demografia
Segons el cens del 2000, Greenville tenia 2.332 habitants, 1.190 habitatges, i 679 famílies. La densitat de població era de 328,6 habitants/km².
Dels 1.190 habitatges en un 17,8% hi vivien nens de menys de 18 anys, en un 51,8% hi vivien parelles casades, en un 3,9% dones solteres, i en un 42,9% no eren unitats familiars. En el 38,4% dels habitatges hi vivien persones soles el 17,6% de les quals corresponia a persones de 65 anys o més que vivien soles. El nombre mitjà de persones vivint en cada habitatge era d'1,96 i el nombre mitjà de persones que vivien en cada família era de 2,57.
Per edats la població es repartia de la següent manera: un 15,4% tenia menys de 18 anys, un 4% entre 18 i 24, un 25,9% entre 25 i 44, un 29% de 45 a 60 i un 25,7% 65 anys o més.
L'edat mediana era de 49 anys. Per cada 100 dones de 18 o més anys hi havia 83,7 homes.
La renda mediana per habitatge era de 76.674 $ i la renda mediana per família de 136.876 $. Els homes tenien una renda mediana de 72.083 $ mentre que les dones 46.563 $. La renda per capita de la població era de 83.223 $. Cap de les famílies i el 0,4% de la població estaven per davall del llindar de pobresa.

## Poblacions properes
El següent diagrama mostra les poblacions més properes.